# Occidenchthonius ebo
Espèce
Occidenchthonius ebo est une espèce de pseudoscorpions de la famille des Chthoniidae.

## Distribution
Cette espèce est endémique du Pays valencien en Espagne. Elle se rencontre dans la grotte Cova Vall de Ebo à La Vall d'Ebo.

## Description
La femelle holotype mesure 1,98 mm.

## Étymologie
Son nom d'espèce lui a été donné en référence au lieu de sa découverte, La Vall d'Ebo.

## Publication originale
- Zaragoza, 2017 : Revision of the Ephippiochthonius complex in the Iberian Peninsula, Balearic Islands and Macaronesia, with proposed changes to the status of the Chthonius subgenera (Pseudoscorpiones, Chthoniidae). Zootaxa, no 4246(1), p. 1–221.